# Coelotes pickardi tirolensis
Coelotes pickardi là một phân loài nhện trong họ Amaurobiidae.
Loài này thuộc chi Coelotes. Coelotes pickardi tirolensis được Wladislaus Kulczynski miêu tả năm 1906.